# Río Azul (Colorado)

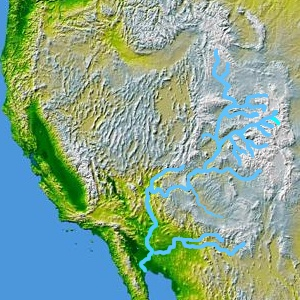
El río Azul, tributario del Colorado al oeste de EE. UU.

El río Azul es un tributario del río Colorado de unos 105 km de longitud, en el estado de Colorado.
Nace al sur del condado de Summit, en el oeste de la divisoria continental en la sierra de las diez millas, cerca del pico Quandary. Al norte de Dillon gira en dirección Noroeste a lo largo de la garganta de Gore y se une al río Colorado en Kremmling.